# Ново-Петрівська волость (Тираспольський повіт)
Ново-Петрівська волость — історична адміністративно-територіальна одиниця Тираспольського повіту Херсонської губернії.
Станом на 1886 рік складалася з 16 поселень, 16 сільських громад. Населення — 2680 осіб (1365 чоловічої статі та 1325 — жіночої), 562 дворових господарства.
|                     | Площа, десятин | У тому числі орної, дес. |
| ------------------- | -------------- | ------------------------ |
| Сільських громад    | 3374           | 2852                     |
| Приватної власності | 65778          | 15134                    |
| Казенної власності  | —              | —                        |
| Іншої власності     | 2582           | 1678                     |
| Загалом             | 71734          | 19664                    |

Основні поселення волості:
- Михайлівка (Гросулова) — містечко, 351 особа, 67 дворів, станова квартира 1-го стану, православна церква, школа, земська станція, 17 лавок, базари раз на 2 тижні. За 10 верст — лютеранський молитовний будинок, лавка. За 12 верст — залізнична станція. За 15 верст — залізнична станція, буфет. За 15 верст — залізнична станція.
- Анастасівка — село при річці Кучурган, 26 осіб, 4 дворів, православна церква, камера мирового судді.
- Гіржове (Філіціанівка) — містечко, 39 осіб, 5 дворів, православна церква.
- Станом на 1887 рік до складу волості також входили: Ново-Петровське (Савицьке), присілок Антонівка (Ковач) з хутором Петрихи, Антонівка (Никорицева), Богославка, Вікторівка (Богачева), Веселий Кут (Поплавське), Гаївка, Давидівка (Мардарівка), Іринівка, Кістельниця (Перешори), Кардамичева, Клейн-Нейдорф (Мале Карманове), Мурата (Каламатина), Наксія (Марко Гаюсова), Миколаївка (Стоянове), Ново-Антонівка (Варварівка), Ново-Миколаївка (Мале Плоске), Ново-Катеринівка (Ново-Савицьке), Полезне (Мале Гросклове), Платонівка, Товстуха, Трудомирівка, Хороше, Емануілівка (Самборське), хутір Олександрівка (Дурбайлове), хутір Артеменков, Бугай, Вакарський, Вапнярка, Гетьманський (Савицький), Гетьманський, Вербани (Тарасов), Вербани, Добрий-Лук, Дурбайли, Іринівський (Ново-Павлівка), Катин (Горськаго), Міхельсталь (Веселий Кут), Мацкули, Манухи, Ново-Майрський, Мигаїв, Ново-Костянтинівка, Німецький (Колонка), Парканський, Перстнев, Райок (Петро-Павлівка), Тятра, Туржанський, Три Криниці[3].